# Henderson Motor Car Company
Henderson Motor Car Company war ein US-amerikanischer Hersteller von Automobilen.

## Unternehmensgeschichte
Die Brüder C. P. und R. P. Henderson verließen 1912 die Cole Motor Car Company. Daraufhin gründeten sie ihr eigenes Unternehmen in Indianapolis in Indiana. C. P. wurde Präsident und Verkaufsmanager, R. P. Vizepräsident und Generalmanager und Chester Ricker Konstrukteur. Sie begannen im gleichen Jahr mit der Produktion von Automobilen. Der Markenname lautete Henderson. 1914 endete die Produktion, als das Geld ausging. Die Brüder wechselten wieder zu Cole.
W. G. Henderson, der Sohn eines der Brüder, stellte ab 1911 Motorräder der Marke Henderson her.

## Fahrzeuge
Von 1912 bis 1913 stand nur eine Modellreihe im Sortiment. Der Vierzylindermotor leistete 44 PS. Das Fahrgestell hatte 295 cm Radstand. Model 44 war ein zweisitziger Roadster, Model 46 ein fünfsitziger Tourenwagen, Model 48 ein siebensitziger Tourenwagen und Model 56 ein dreisitziger Roadster.
1914 gab es den Light Four. Der Motor war nun mit 27 PS angegeben. Der Radstand blieb unverändert. Drei- und Siebensitzer entfielen. Technisch identisch war der Deluxe Four, der etwas teurer war und außerdem als dreisitziges Coupé im Angebot stand. Das Spitzenmodell war der Six. Sein Sechszylindermotor war mit 34 PS angegeben. Der Radstand betrug 320 cm. Er war als Tourenwagen mit fünf Sitzen und als Roadster mit zwei Sitzen erhältlich.

## Modellübersicht
| Jahr      | Modell      | Zylinder | Leistung (PS) | Radstand (cm) | Aufbau                                                  |
| --------- | ----------- | -------- | ------------- | ------------- | ------------------------------------------------------- |
| 1912–1913 | Model 44    | 4        | 44            | 295           | Roadster 2-sitzig                                       |
| 1912–1913 | Model 46    | 4        | 44            | 295           | Tourenwagen 5-sitzig                                    |
| 1912–1913 | Model 48    | 4        | 44            | 295           | Tourenwagen 7-sitzig                                    |
| 1912–1913 | Model 56    | 4        | 44            | 295           | Roadster 3-sitzig                                       |
| 1914      | Light Four  | 4        | 27            | 295           | Tourenwagen 5-sitzig, Roadster 2-sitzig                 |
| 1914      | Deluxe Four | 4        | 27            | 295           | Tourenwagen 5-sitzig, Roadster 2-sitzig, Coupé 3-sitzig |
| 1914      | Six         | 6        | 34            | 320           | Tourenwagen 5-sitzig, Roadster 2-sitzig                 |